# Авенида Роке Саэнс Пенья
Авенида Роке Саэнс Пенья (исп. Avenida Roque Sáenz Peña) — улица в городе Буэнос-Айрес, Аргентина. Более известна как диагональ Норте, является одной из основных артерий города Буэнос-Айреса, столицы Аргентины, рядом с которой расположен президентский дворец (Каса Росада), а также Дворец юстиции.

## Название
Проспект был назван в честь президента Роке Саэнса Пеньи (1910—1914), который установил всеобщее избирательное право для мужчин, что позволило провести первые демократические выборы в стране.

## История и характеристики

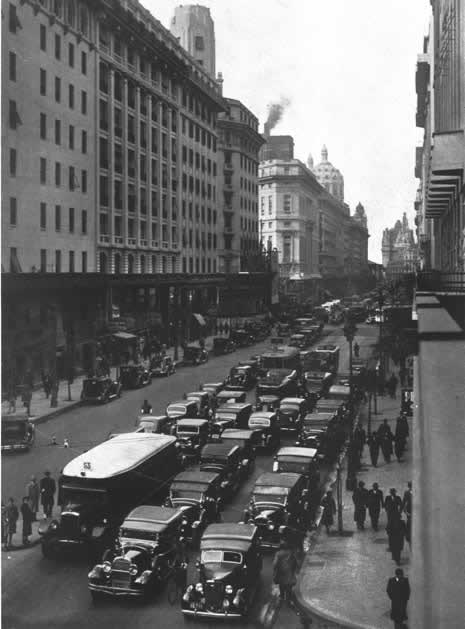
Диагональ Норте в 1930 году

В конце девятнадцатого века, администрация города пыталась создать правила застройки центра города, регулирующие единообразие и гармонию зданий. Авенида де Майо была очень хорошим примером этой политики, но с течением времени правила были забыты, однако, этого не произошло с Диагональю Норте, строительство которой началось в июле 1913 года в рамках плана созданного в 1907 году. Благодаря этому проекту стремились создавать широкие проспекты, благодаря чему население города резко возросло в связи с большим количеством иммигрантов, которые приехали из разных стран. Кроме того, сносились узкие улочки, которые мешали развитию Буэнос-Айреса и строительству высотных зданий.
При всем этом, были созданы две диагонали от исторической  площади Мая, одна на юг (Авенида Пресиденте Хулио Архентино Рока), а другая на север, (Авенида Роке Саэнс Пенья).

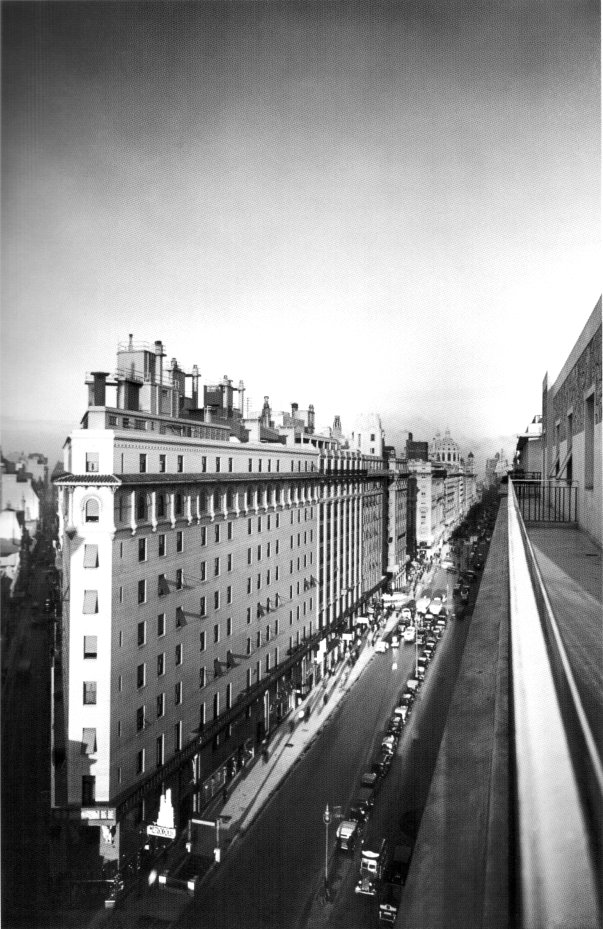
Диагональ Норте в 1930-е годы

Работой руководил архитектор Джозеф Бувар, который был увлечён городом Парижем, с идеей копирования именно его архитектуры. Из-за характера работ на проспекте Диагональ Норте, часто муниципалитет был вынужден купить или экспроприировать участки земли больше, чем это было необходимо, так что избыточная земля подвергалась спекуляции. Работы по строительству были завершены в 1943 году.
Одной из наиболее уникальных особенностей является постоянная линия карнизов до десятого этажа зданий, построенных на проспекте, установив панораму необычной преемственности в Буэнос-Айресе. Эта высота 67,5 метров, и это не случайно, что эта высота такая же, как у Обелиска: что было завершено в 1936 году, чтобы избежать нарушения однородности проспекта Диагонали Норте. Начавшись от Площади Мая проспект проходит до Площади Лавалье, двигаясь с юго-востока на северо-запад.
В 2013 году правительство города провело реконструкцию проспекта, полностью изменяя тротуары, восстановив фасады некоторых зданий, оригинальные уличные фонари были заменены современными, и установлены новые бетонные скамейки, которые имитируют дизайн диванов.

## Достопримечательности

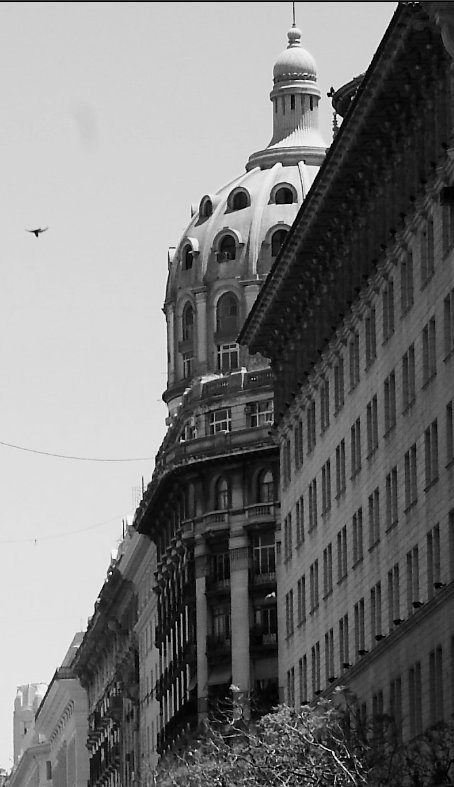
Один из куполов здания позади фасада банка Бостона.

Основные достопримечательности вдоль проспекта, с юго-востока на северо-запад:
- Кафедральный собор Буэнос-Айреса (угол с проспектом Сан-Мартин)
- Бывший Банк Аргентино Уругвайо (угол с проспектом Сан-Мартин). Построен в 1928 году архитектором Эдуардо Ле Монье, автор Апостольского нунция на Авенида Альвеар. Нынешняя резиденция Премьер-министра Аргентины.
- Здание Эдифио Менендес, при строительстве которого построены высокие колонны. Здание было построено по проекту архитектора Артуро Принса в 1926 году компанией Importadora y Exportadora de la Patagonia для семьи Менендес Пехети, в настоящее время в здании размещено консульство Чили в Буэнос-Айресе.
- Здание Южная Америка. Построено в 1926 году является работой архитекторов А. Гильбер и Эугенио Гантнера. По проспекту имеет номер 530. Здание, имеет барельефы, представляющие Юпитера, Плутона и Нептуна. Скульптура которая венчает здание намекает на события произошедшие 16 июня 1955 года во время бомбардировки Площади Мая. Тогда погибли более 300 граждан Аргентины.
- Банк Бостон (угол с улицей Флорида). Построен в 1925-1928 годах архитекторами Полом Чамберсом и Луи Томасом. Его фасад построен из известняка, привезенного из Соединенных Штатов. Испанское платереско в сочетании с американской банковской архитектурой. Его огромная бронзовая дверь весит четыре тонны.

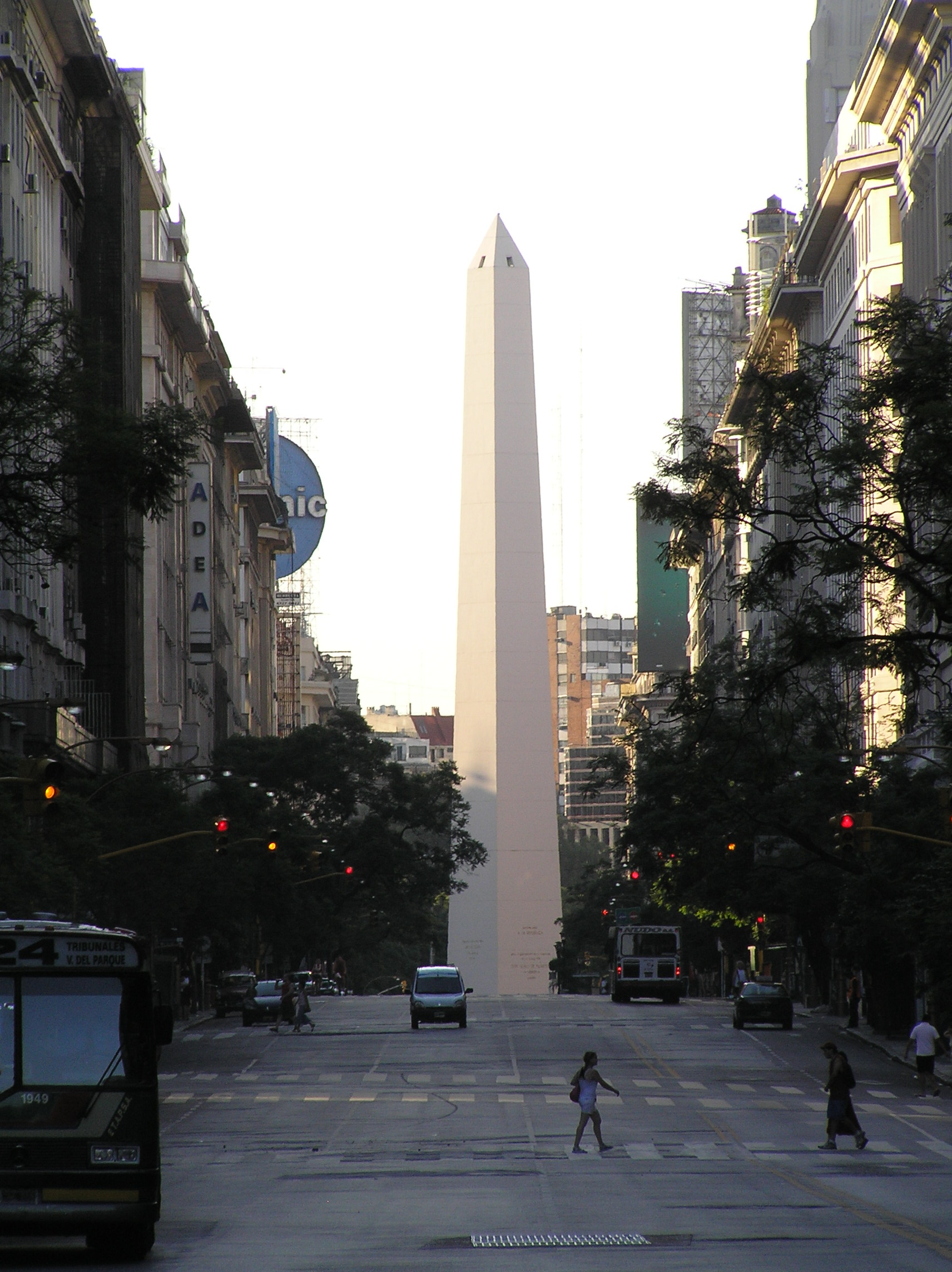
Вид на Обелиск.

- Памятник Роке Саэнс Пенья(угол с улицей Флорида). Выдающаяся работа аргентинского скульптора Хосе Фиораванти, построен в 1936 году.
- Здание Bencich(угол с улицей Флорида). По проекту архитектора Эдуардо Лемонье. Он имеет два купола. Ле Монье также построил здание Edificio Miguel Bencich.
- Здание Судоходной компании Италия Америка(номер 600-700). Работа итальянского архитектора Франческо Джианотти, который также построил великолепное здание Кафе Эль-Молино, напротив Национального конгресса. Затем здания Банко ди Наполи, Banco Комафи.
- Памятник Лисандро де ла Торре (пересечение с улицей Эсмеральда). Скульптор-Карлос-де-ла-Каркова. Рядом, в доме на Эсмеральда 22, Лисандро де ла Торре покончил с собой 5 января 1939 года[2].
- Здание Shell Mex здание(номер 700-800, угол с улицей Перон). Построенное архитекторами Гектором Кальво, Арнольдом Джейкобсом и Рафаэлем Хименесом, который также построил здание на углу с улицей Эсмеральда. Здание принадлежит транснациональной нефтяной компании Shell.

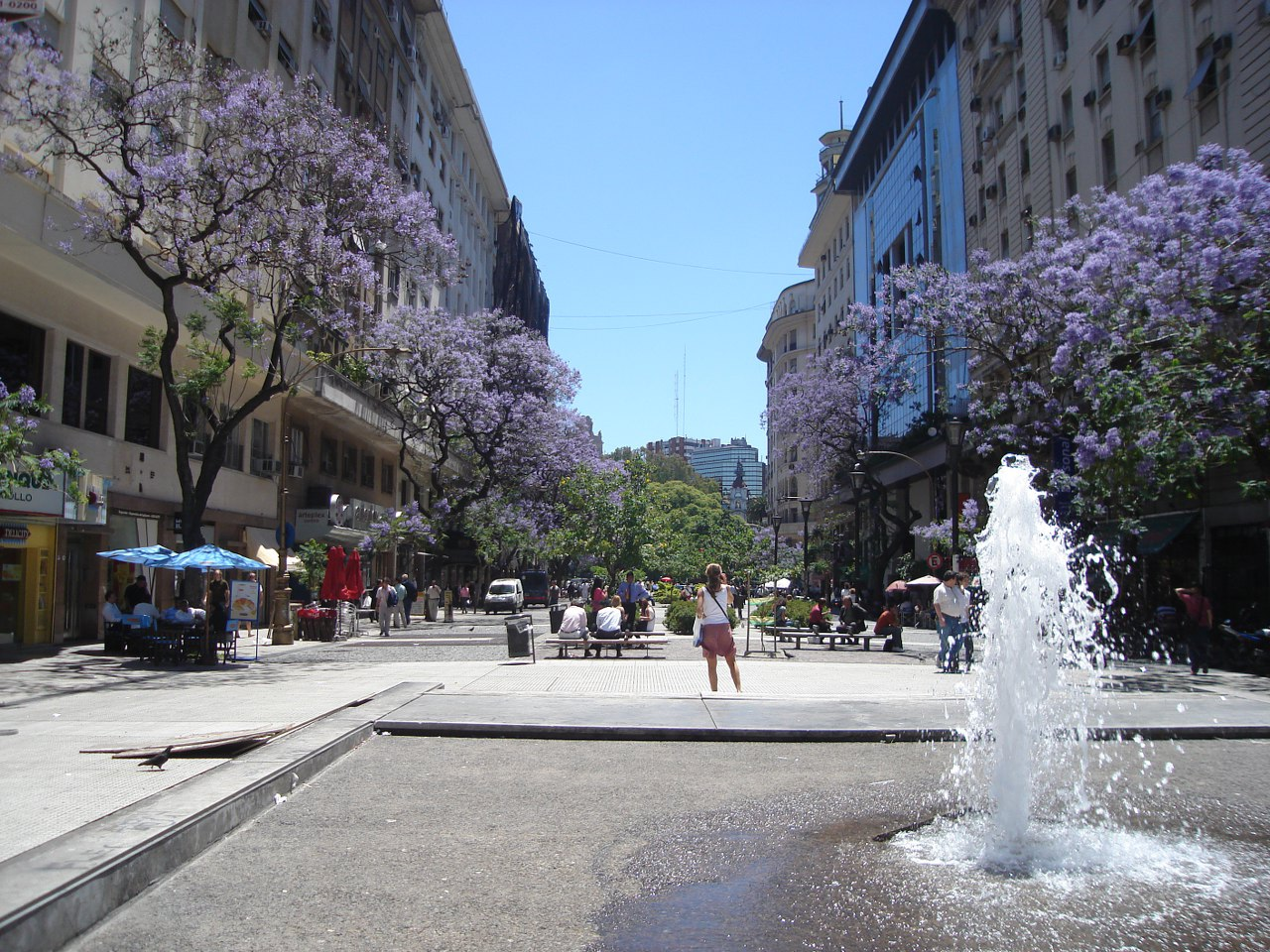
Последний квартал Диагональ Норте с видом на Площадь Лавалье.

- Отель Континенталь(номер 725). Архитектор Алехандро Бустилло, ведущий представитель академической архитектуры, автор также Национального банка на площади Мая , дома Виктории Окампо, Отеля Llao в Барилоче и комплекса казино и отеля Provincial в Мар-дель-Плата.
- Здание YPF (номер 800-900, нечетная). Построенный в 1940-х годах в качестве штаб-квартиры государственной компании YPF, компания с наибольшим оборотом в Аргентине. Она была приватизирована и в 90-е годы была куплена компанией Repsol.
- Здание Вольта (номер 800-900). Оно было открыто в 1930 году в качестве штаб-квартиры компании CHADE, поставщика электроснабжения в Буэнос-Айресе в начале двадцатого века. Построено архитектором Алехандро Бустилло, в стиле ар-деко.
- Отель Reconquista Luxor (номер 890). Здание построено в стиле ар-деко и имеет рельефы на фасаде, изображающие различные сцены, связанные с работой. На протяжении десятилетий здесь работал Итало Аргентинский институт общего страхования, в 2009 здание стало отелем[3].
- Здание Доррего (Suipacha 280 / Сармьенто 930). Здание стиля арт-деко, по проекту архитектора Хуана Валдорпа, в качестве жилого, но в настоящее время используется в качестве аренды офисов. Она имеет две большие входные двери, изготовленные из железа с бронзовыми мотивами.
- Pasaje Carabelas(номер 800-900). Небольшое здание, исторический оплот популярных танго-клубов и баров, недалеко от Меркадо-дель-Плата.
- Отель NH Latino (Suipacha 309). Одно из немногих современных зданий, построенных на проспекте, первоначально предназначалось в качестве штаб-квартиры Banco Patricios. Отель был открыт в 2000 году и является частью сети отелей NH Hotel Group.
- Обелиск (пересечение с проспектом 9 июля). Построен архитектором Альберто Пребишем, один из отцов модернистской архитектуры Аргентины. Спонтанно стало местом проведения городских праздников.
- Кинотеатр Arteplex (номер 1150/6). Стиль здания рационализм, разработанный архитектором Адольфо Морэ в 1940-х годах, имеет подземный выход в торговый пассаж с выходом на Авенида Корриентес.
- Здание CANDAME (номер 1185). Находится в начале Диагонали Норте, пересекая улицу Лавалье. Рационалистское здание.
- Площадь Лавалье (бывшая улица Либертад). Здесь находился парк памяти генерала Хуана Лавалье, участника войны за независимость и гражданских войн. Там также в 1890 году был основан Гражданский радикальный союз.
- Дворец Верховного Суда Нации (напротив площади Либертад). Построен архитектором Норберт Майллартом, автором  зданий Центрального почтамта и Национального колледжа Буэнос-Айреса.

## Станции метро
Линия Метро D проходит рядом с проспектом. Линии В и С имеют станции на пересечении с Диагональю Норте, в то время как линии А и Е пересекаются с линией D на станции Перу.
На самом деле, линии B, C и D имеют станции под обелиском, которые связаны с торговым центром. Соответствующие названия станций Карлос Пеллегрини, Диагональ Норте и 9 июля.